# El sexo está loco
El sexo está loco è un film del 1981 diretto da Jesús Franco (come Jesse Franco).
È considerato uno dei film più folli del regista spagnolo, basato su una libera concatenazione di scene affidate ad un ristretto numero di attori, i quali interpretano di volta in volta personaggi diversi. Il regista ha dichiarato di aver mutuato questa struttura da Il fantasma della libertà di Luis Buñuel:
Ufficialmente El sexo está loco è un film erotico, come tale distribuito in Spagna con divieto ai minori di 18 anni. Sennonché, come sottolinea lo stesso regista, l'atto realmente trasgressivo fu quello di mandare all'aria la logica della narrazione cinematografica, alternando casualmente sequenze di extraterrestri che si riproducono a ritmo vertiginoso (un figlio ogni 9 secondi e in un caso ogni 7 secondi), storie di spionaggio e microfilm, le vicende borghesi del quadrimonio (matrimonio a quattro) tra le signore Fonseca e Castel e i signori Gutierrez e Martinez e i sacrifici umani offerti a San Cucufate.
Il tutto imponendo allo spettatore la costante consapevolezza della finzione, se non altro per le sistematiche irruzioni nel film da parte del regista e del direttore della fotografia, che danno indicazioni agli attori, fanno ripetere intere sequenze e appaiono persino nell'inquadratura, attraverso un gioco di specchi, mentre sono intenti a filmare.

## Riprese
Il film venne girato ad Alicante.

## Edizioni DVD
Il film è stato pubblicato in DVD in Spagna nel 2006 dalla Manga Films nel formato televisivo 1.33:1.

## Deposito legale
M - 10.687 - 81